# Chinese wolhandkrab
De Chinese wolhandkrab (Eriocheir sinensis) is een middelgrote krab uit de familie Varunidae die zijn naam dankt aan de behaarde klauwen die op wollen handschoenen lijken. De soort komt voor in rivieren, estuaria en kustwateren van Oost-Azië van Korea tot in het noorden in de provincie Fujian in China. In Europa en Noord-Amerika is het een exoot. In België en Nederland gedraagt het dier zich als een invasieve soort die zowel langs de kust als in brakke en zoete wateren te vinden is. In Vlaanderen en Nederland bleek na DNA-onderzoek dat het geen zuivere Chinese wolhandkrabben betreft, maar hybriden met de Japanse wolhandkrab (E. japonica). In andere delen van Europa vond men anno 2020 wel nog echte Chinese wolhandkrabben .

## Anatomie en ecologie
Met een pantser van ruim zeven centimeter en vrij lange poten is de wolhandkrab een opvallende verschijning. Kenmerkend zijn de met een soort vacht beklede scharen waar de naam aan te danken is. Overdag verblijven de dieren in holen die ze in oevers uitgraven en 's nachts trekken ze eropuit om voedsel te zoeken. Met hun graafwerk kunnen zij schade toebrengen aan oeververdedigingen.
De soort brengt een groot deel van haar leven in zoet water door. Voor de voortplanting is ze echter afhankelijk van zout water. In september en oktober trekken de dieren naar de kust. Om daar te komen zullen ze zich, net als paling, indien nodig over land bewegen. Bij de trek kan tot 12 km per dag afgelegd worden. De paring vindt plaats in de herfst in de getijdenzone waarna de vrouwtjes verder de zee in trekken. In het voorjaar keren ze terug en leggen er hun eitjes.
Chinese wolhandkrabben zijn omnivoor en bepaald niet kieskeurig, ze eten alles wat ze tegenkomen. Ze kunnen zo inheemse soorten, zoals de Europese rivierkreeft, verdringen. De soort kan ook veel schade toebrengen aan visfuiken en -netten. Soms worden ze echter gezien als welkome bijvangst. Europese vissers kunnen de wolhandkrabben slijten aan Chinese restaurants of exporteren naar China.

## Status

### Invasieve exoot
Sinds 2016 staat deze soort op de lijst van invasieve exoten die zorgwekkend zijn voor de Europese Unie. Dit betekent dat de wolhandkrab niet langer in de Europese Unie mag worden ingevoerd, vervoerd, gecommercialiseerd, gehouden, gekweekt, gebruikt, uitgewisseld of vrijgelaten in de natuur. Verder geldt voor lidstaten de plicht om in de natuur aanwezige populaties op te sporen, te verwijderen, of als dat niet lukt, zodanig te proberen beheren dat verspreiding en schade zoveel mogelijk wordt voorkomen. 
De Chinese wolhandkrab is in Europa voor het eerst in 1912 in de rivieren Elbe en Wezer in Duitsland gesignaleerd. Waarschijnlijk zijn deze dieren meegelift als larve in de ballasttanks in schepen uit Azië. De larven zijn daarna samen met het ballastwater in de Duitse rivieren geloosd. Ook elders zal de soort op deze wijze zijn geïntroduceerd. In België werd de soort in 1933 voor het eerst aangetroffen. In Engeland werd hij voor het eerst aangetroffen in 1935, in Schotland in 2014. In de jaren 1980 kende de populatie in België een daling door de vervuiling van veel waterlopen. Sinds 2010 steeg de populatie echter weer door de verbeterde waterkwaliteit, maar wellicht ook door andere factoren zoals het wegvallen van migratie-obstakels of de klimaatverandering die voor warmer water zorgt. 
Wolhandkrabben komen in de eenentwintigste eeuw voor langs alle kusten van Europa en ook in Amerika. In Nederland wordt de soort aangetroffen in alle grote wateren. Ze brengen schade toe aan lokale fauna en flora door bijvoorbeeld het vernietigen van waterplanten op hun weg. Waterplanten zijn van groot belang voor de waterkwaliteit en dieren die ervan leven.
In mei 2018 bleek de Vlaamse Milieumaatschappij (VMM) groot succes te hebben met een nieuw type krabbensleuf in de Kleine Nete in Grobbendonk ter bestrijding van de invasieve exoot. De nieuwe val werd in februari geplaatst ter vervanging van de oude en vangt niet langer onbedoeld ook vissen. Op drie maanden tijd werden er meer dan 320.000 wolhandkrabben mee gevangen. In 2019 werd door dezelfde val in het eerste half jaar 715.000 krabben gevangen en in 2021 146 542. De val was het succesvolste van drie proefprojecten ter bestrijding van de wolhandkrab, naast een project langs de Molenbeek in Zandhoven en een langs de Demer in Aarschot. In het najaar van 2018 zou de VMM beslissen of de val ook op andere plaatsen wordt geïnstalleerd, wat wegens de grote efficiencie van de val reeds gebeurd is in Wichelen.

## Voedselveiligheid
De krabben speuren op bodems naar voedsel en kunnen zo via de sedimenten giftige stoffen als pcb's of zware metalen binnenkrijgen. In 2017 verbood de Chinese regering de handel in de soort omwille van het aantreffen van giftige stoffen in het krabbenvlees. Als gevolg daarvan werd de krabbenvangst voor de kust van Taiwan lamgelegd, alsmede de krabbenconsumptie in Hongkong.

### Afbeeldingen

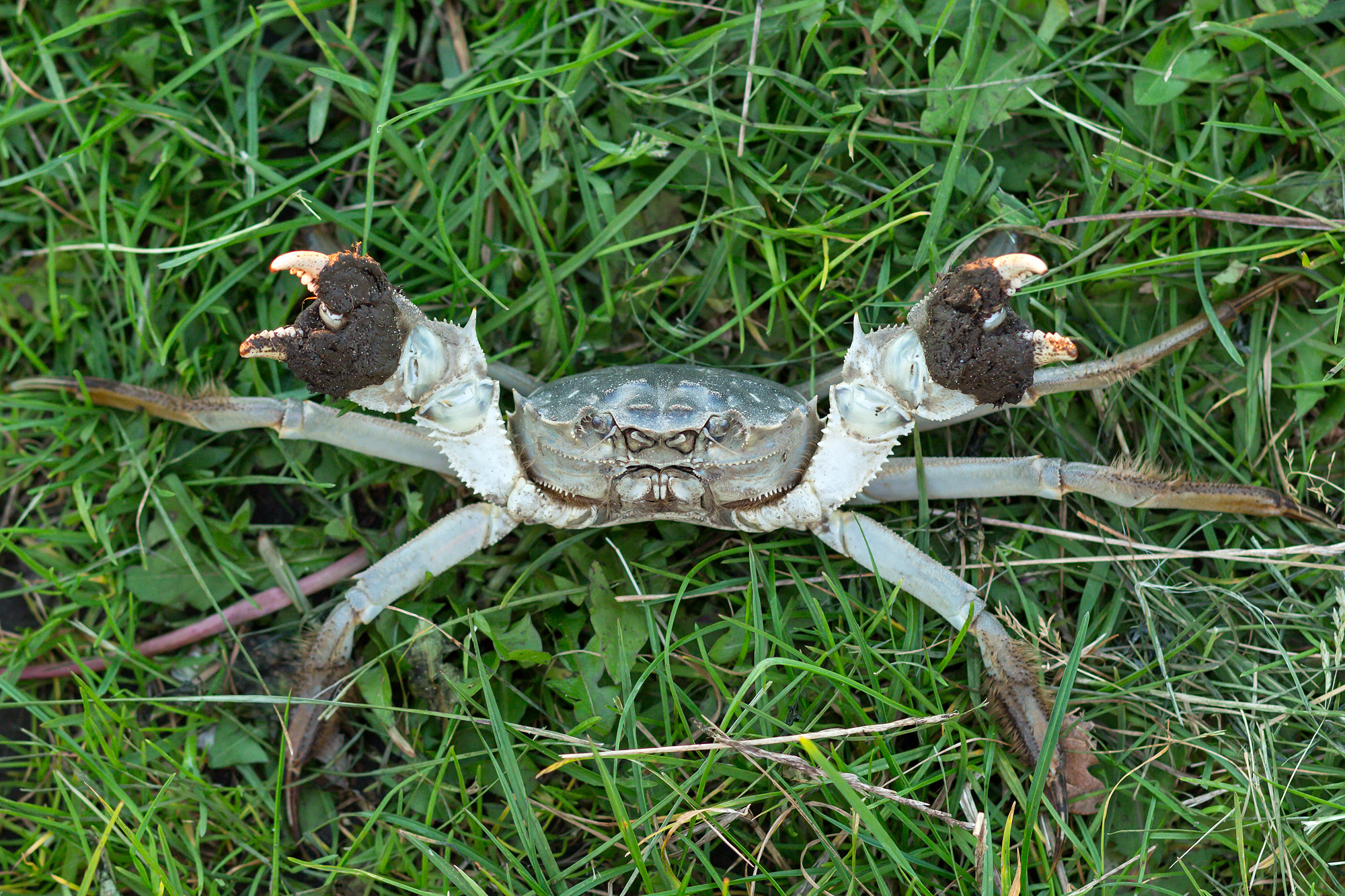
voorzijde
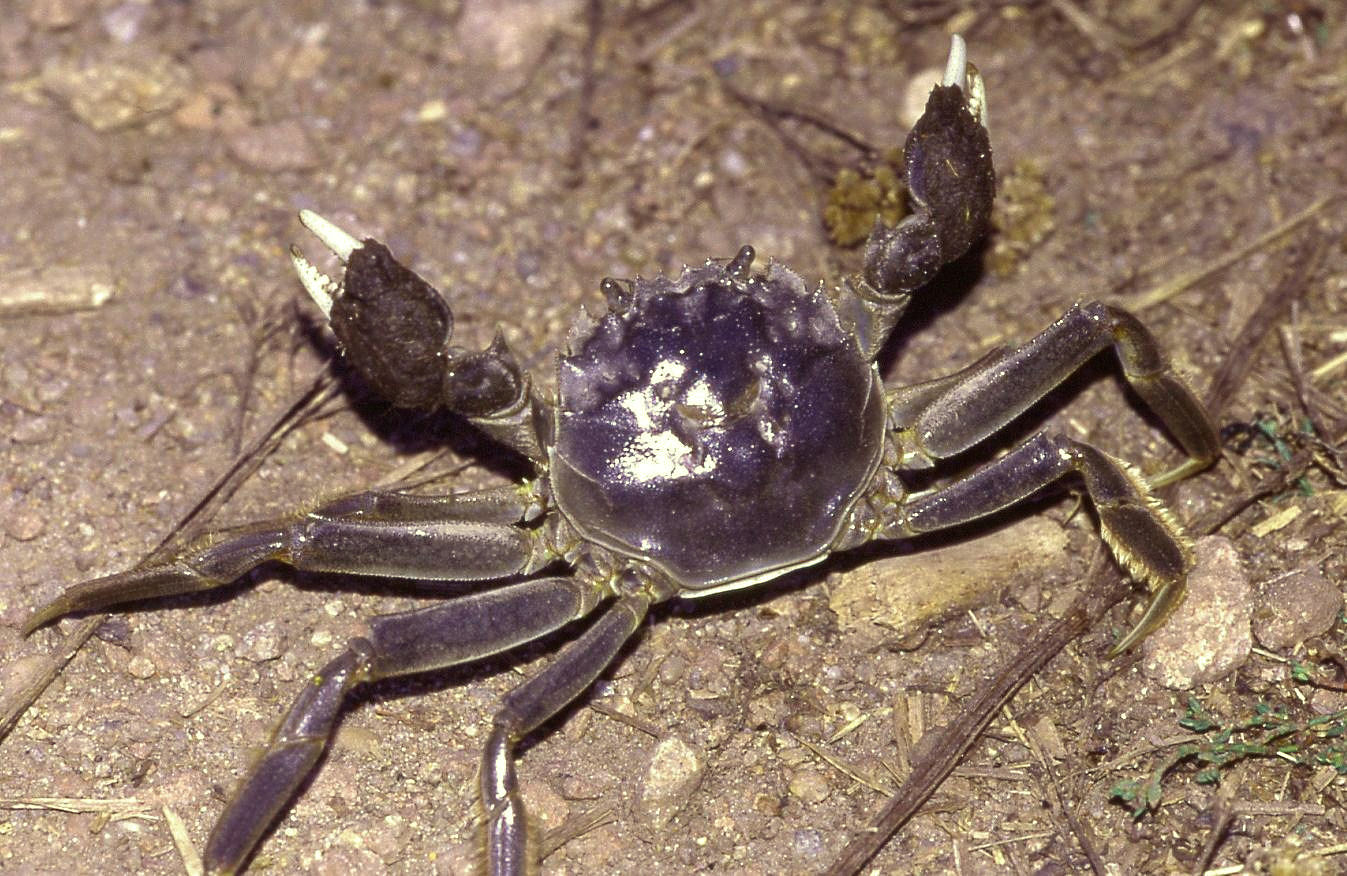
achterzijde
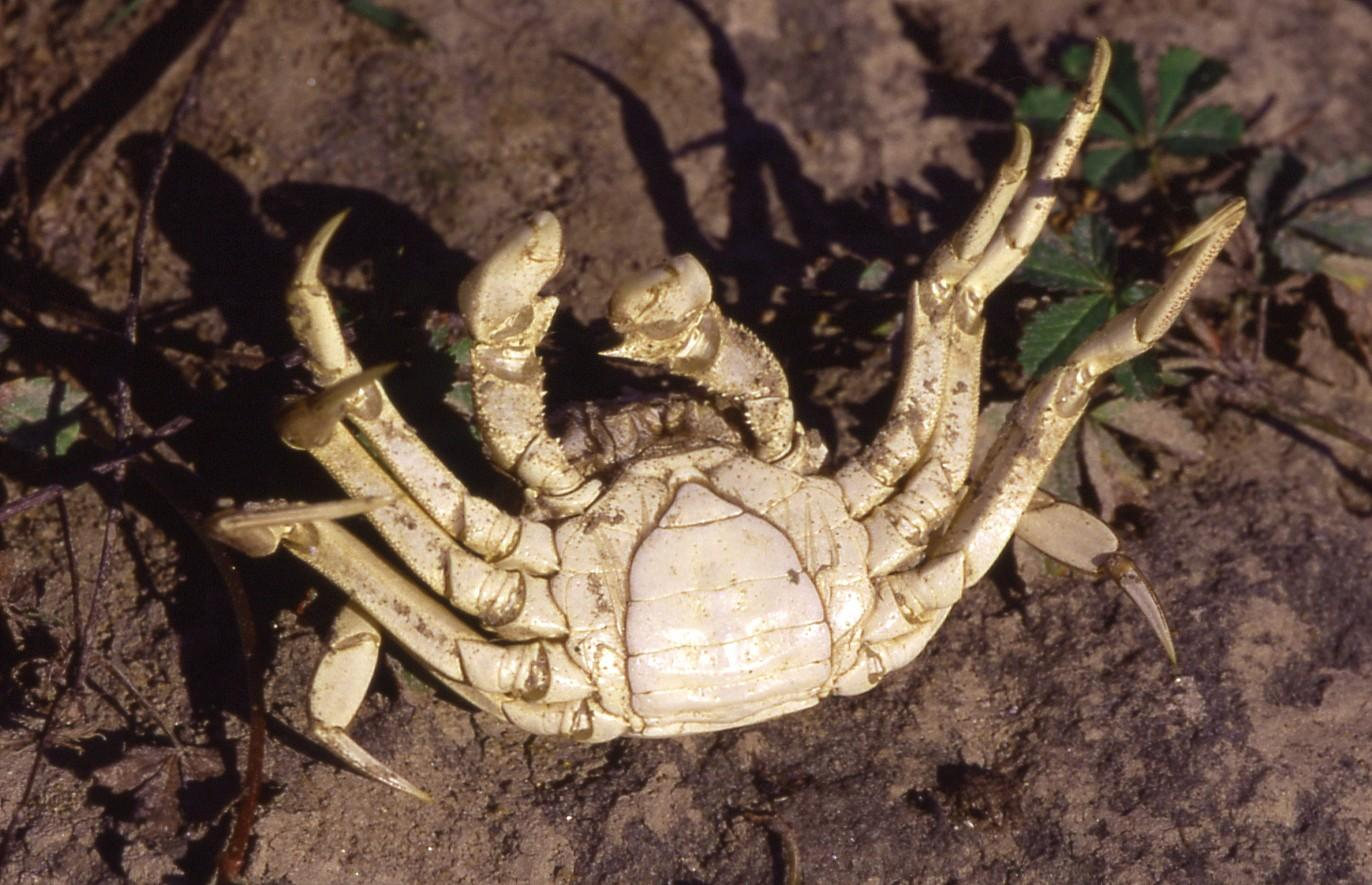
onderzijde
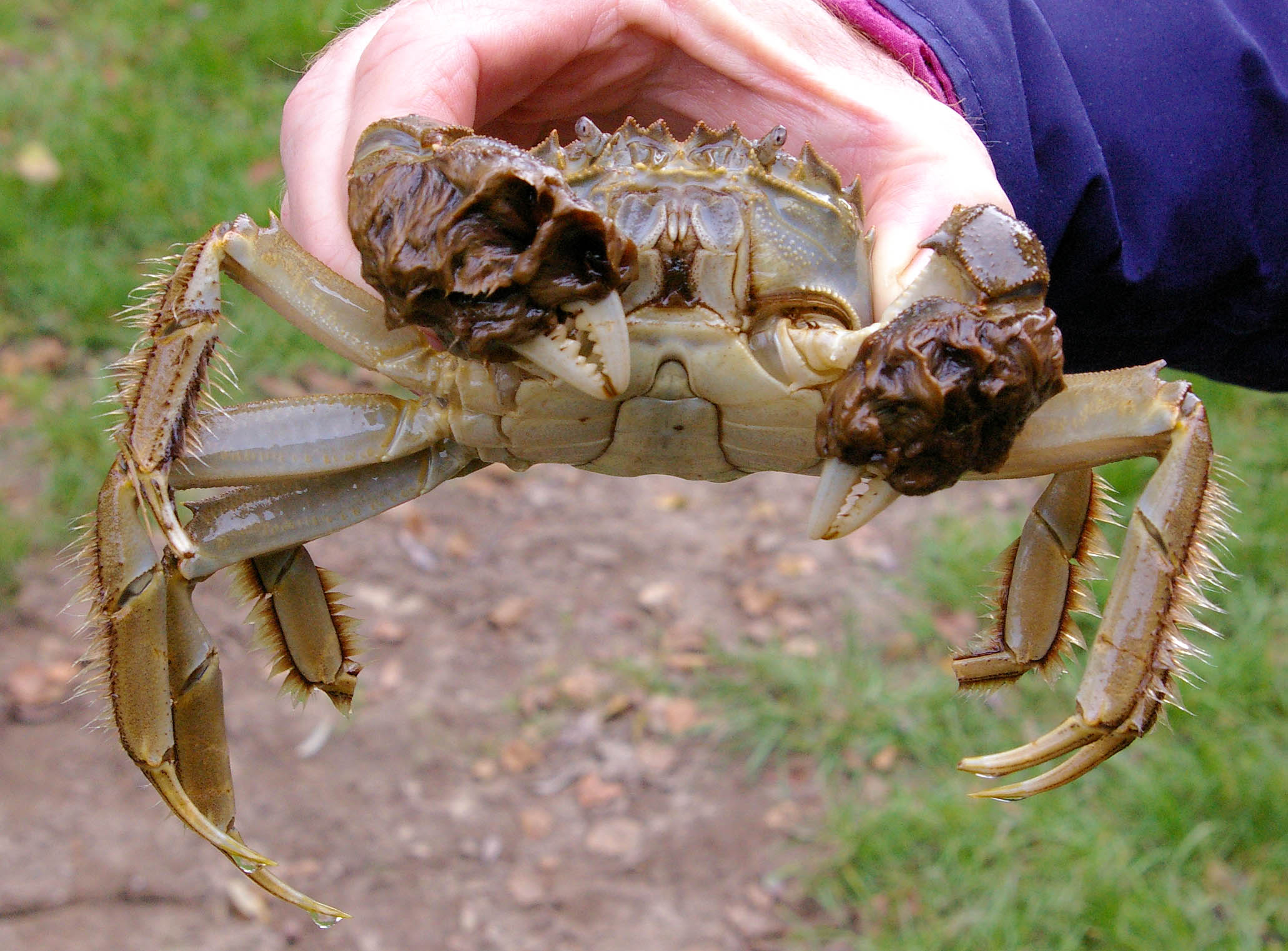
hantering
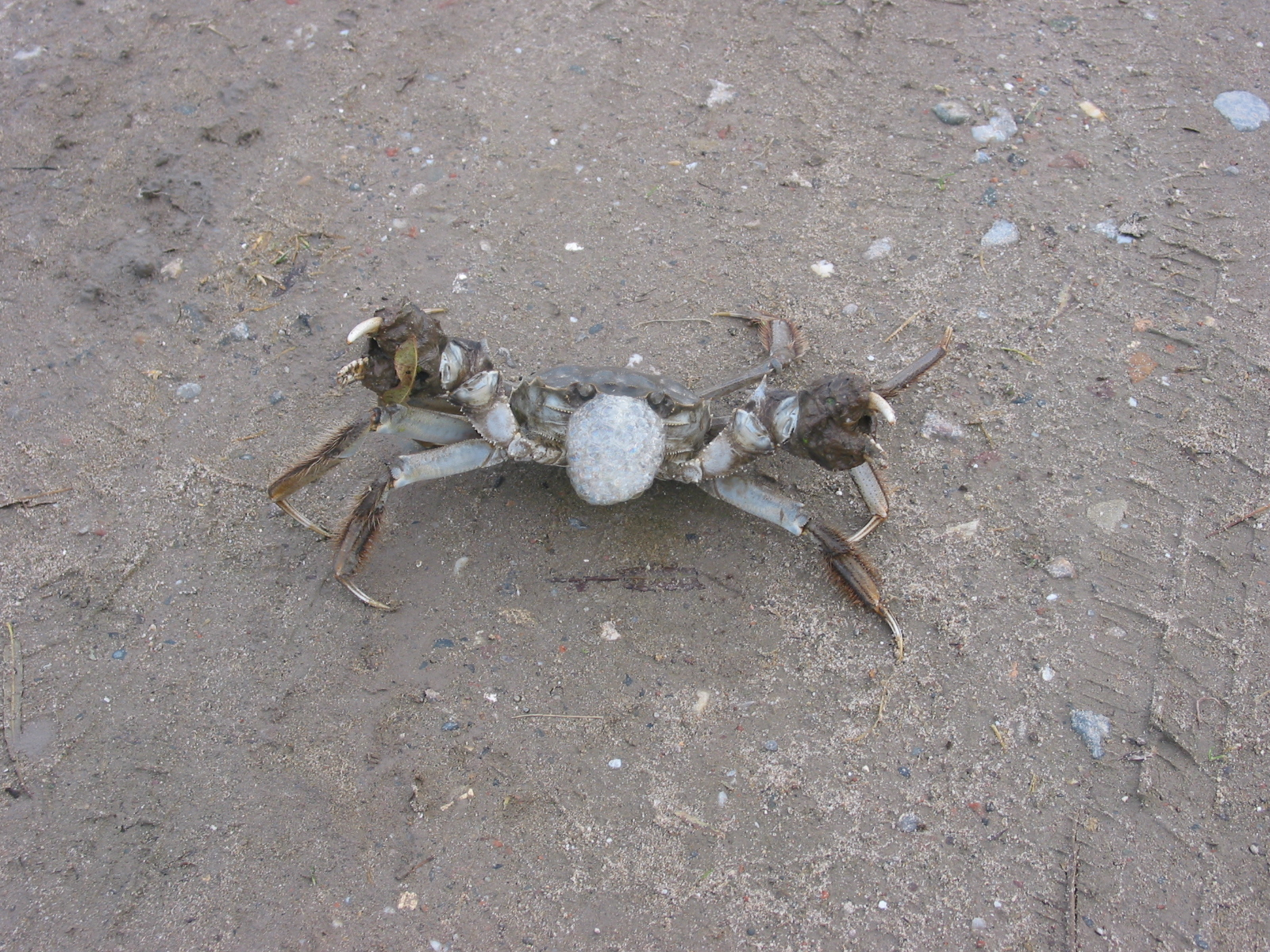
dreighouding